# La peccatrice innocente
La peccatrice innocente (The Innocent Sinner) è un film muto del 1917 diretto da R.A. Walsh (Raoul Walsh).

## Trama
L'innocente Mary Ellen Ellis lascia la campagna con Walter Benton, l'uomo che ha promesso di sposarla. In città, la giovane sposa si trova a vivere in un ambiente sordido, frequentato da malviventi. Con sollecitudine, riesce a rimettere sulla retta via Bull Clark, un ladro che prova per lei una grande gratitudine. Tanto che, un giorno, la salva da Weasel, un viscido malvivente che ha seguito Mary Ellen fino al suo appartamento. Di ritorno a casa, Benton trova la moglie con Clark: tra i due uomini scoppia una rissa nella quale Benton rimane ucciso. Ma l'assassino non è Clark, bensì Weasel. Ciò nonostante, del delitto viene accusato Clark che però riesce a scappare, arruolandosi poi in Marina. Intanto Mary Ellen, che viene considerata da tutti una poco di buono, vive nella vergogna. Conosce Jane Murray, l'assistente in un ambulatorio medico dell'East Side, che le fa conoscere il dottor Graham, un cugino di Benton. I due si innamorano, ma lei non ha il coraggio di raccontargli la sua storia, così lo lascia. Rapita da Weasel, Mary Ellen sarà salvata dal dottore che corre in suo soccorso avvisato da un ragazzo che vende i giornali.

## Produzione
Il film fu prodotto dalla Fox Film Corporation.

## Distribuzione
Il copyright del film, richiesto da William Fox, fu registrato il 22 luglio 1917 con il numero LP11125.
Distribuito dalla Fox Film Corporation, il film uscì nelle sale cinematografiche statunitensi il 21 luglio 1917 con il titolo originale The Innocent Sinner. Il 16 maggio 1921, la pellicola venne distribuita in Danimarca con il titolo En uskyldig Synderinde.
Non si conoscono copie ancora esistenti della pellicola che viene considerata presumibilmente perduta.